# Arnobio el Joven
Arnobio el Joven (en latín: Arnobio Junior) fue un sacerdote u obispo cristiano de la Galia, que escribió desde Roma hacia el año 460.
Es autor de un comentario místico y alegórico sobre los Salmos, publicado por primera vez por Erasmo en 1522, y por él atribuido al  Arnobio el Viejo.
Ha sido frecuentemente reimpreso, y en la edición de De la Barre, 1580, va acompañado de algunas notas sobre los Evangelios del mismo autor. Más recientemente, CCSL 25 ha producido una crítica de su comentario.
A veces se le ha atribuido el tratado anónimo, Arnobii catholici et Serapionis conflictus de Deo trino et uno ... de gratiae liberi arbitrii concordia, que probablemente fue escrito por un seguidor de  san Agustín. Las opiniones expresadas en su comentario han sido denominadas semi-pelagianas, probablemente debido a su oposición a la doctrina de la predestinación de Agustín de Hipona. Rondeau infiere un origen africano para Arnobio debido, en parte, a su dependencia de Ticonio.